# Hokej na trawie na Igrzyskach Panamerykańskich 2011
Hokej na trawie na Igrzyskach Panamerykańskich 2011 została rozegrana w dniach 19–29 października 2011. Do rozdania były dwa komplety medali, po jednym w turnieju dla mężczyzn i kobiet. W turnieju męskim jak i żeńskim wystartowało po 8 narodowych reprezentacji. W turnieju mężczyzn triumfowała reprezentacja Argentyny. Turniej kobiet wygrała reprezentacja Stanów Zjednoczonych.

## Harmonogram zawodów
Zawody rozgrywano w dniach 19–29 października.
| Październik | 19 | 20 | 21 | 22 | 23 | 24 | 25 | 26 | 27 | 28 | 29 | Finały |
| ----------- | -- | -- | -- | -- | -- | -- | -- | -- | -- | -- | -- | ------ |
| mężczyźni   |    |    |    |    |    |    |    |    |    |    | F  | 1      |
| kobiety     |    |    |    |    |    |    |    |    |    | F  |    | 1      |

|  | Faza grupowa |  | Półfinały | F | Finał |

## Podsumowanie

### Klasyfikacja medalowa
| Klasyfikacja medalowa | Klasyfikacja medalowa | Klasyfikacja medalowa | Klasyfikacja medalowa | Klasyfikacja medalowa | Klasyfikacja medalowa |
| Miejsce               | Państwo               | Złoto                 | Srebro                | Brąz                  | Razem                 |
| --------------------- | --------------------- | --------------------- | --------------------- | --------------------- | --------------------- |
| 1                     | Argentyna             | 1                     | 1                     | 0                     | 2                     |
| 2                     | Stany Zjednoczone     | 1                     | 0                     | 0                     | 1                     |
| 3                     | Kanada                | 0                     | 1                     | 0                     | 1                     |
| 4                     | Chile                 | 0                     | 0                     | 2                     | 2                     |
| Razem                 | Razem                 | 2                     | 2                     | 2                     | 6                     |

### Medaliści
| Konkurencja:                | Złoto:            | Srebro:   | Brąz: |
| Mężczyźni                   |                   |           |       |
| Turniej drużynowy szczegóły | Argentyna         | Kanada    | Chile |
| Kobiety                     |                   |           |       |
| Turniej drużynowy szczegóły | Stany Zjednoczone | Argentyna | Chile |